# مسجد أبو العباس المرسي
جامع أبو العباس المرسي أو كما يسميه أهل الإسكندرية "جامع المرسي أبو العباس"، أحد أقدم وأشهر المساجد التي بنيت في الأسكندرية في مصر، حيث يتميز بقبابه المميزة الشكل، وهو من أهم ما يميز منطقة أبو العباس في منطقة بحري بالمدينة.

## معلومات عن المسجد
يضم هذا المسجد ضريح الشيخ شهاب الدين أبو العباس أحمد بن حسن بن على الخزرجى الأنصارى المرسي، الذي يتصل نسبه بالصحابي سعد بن عبادة. ولد الشيخ أبو العباس المرسي عام 616 هـ الموافق 1219م.
نشأ أبو العباس في بيئة دينية أعدته للتصوف. درس وأخذ العهد على يد شيخه أبي الحسن الشاذلي. أقام أبو العباس في الأسكندرية ثلاث وأربعين سنة إلى أن مات في الخامس والعشرين من ذى القعدة سنة 686 هـ ودفن في الإسكندرية في مقبرة باب البحر. إلى أن كان سنة 706 هـ حين بنى الشيخ زين الدين بن القطان كبير تجار الأسكندرية عليه مسجداً.
ويشرف المسجد على الميناء الشرقي بالأنفوشي وهو مبنى على الطراز الأندلسي وبه الأعمدة الرخامية والنحاسية وأعمدة مثمنة الشكل، وأهم ما يميز المسجد الزخرفة ذات الطراز العربي والأندلسي، وتعلو القبة الغربية ضريح أبي العباس وولديه.

## تاريخ تجديدات المسجد
في سنة 882 هـ الموافق 1477م كان المسجد قد أهمل فأعاد بناءه الأمير قجماش الأسحاقي الظاهري أيام ولايته علي الإسكندرية في عصر الملك الأشرف قايتباي وبنى لنفسه قبراً بجوار أبي العباس ودفن فيه سنة 892 هـ.
وفي عام 1005 هـ الموافق 1596م جدد بناءه الشيخ أبو العباس النسفي الخزرجي. وفي عام 1179 هـ الموافق 1775م وفد الشيخ أبو الحسن علي بن علي المغربي إلي الإسكندرية وزار ضريح أبي العباس المرسي فرأى ضيقه فجدد فيه كما جدد المقصورة والقبة ووسع في المسجد.
وفي عام 1280 هـ الموافق 1863م لما أصاب المسجد التهدم وصارت حالته سيئة قام أحمد بك الدخاخني شيخ طائفة البناءين بالإسكندرية بترميمه وتجديده وأوقف عليه وقفا، وأخذ نظار وقفه فيما بعد في توسعته شيئا فشيئا.
وظل المسجد كذلك حتى أمر الملك فؤاد الأول بإنشاء ميدان فسيح يطلق عليه ميدان المساجد علي أن يضم مسجداً كبيراً لأبي العباس المرسي ومسجداً للإمام البوصيري والشيخ ياقوت العرش. وقام بوضع التصميم الحالي له المهندس المعماري الإيطالي ماريو روسي وتم الانتهاء من بنائه العام 1943م.

## معرض صور

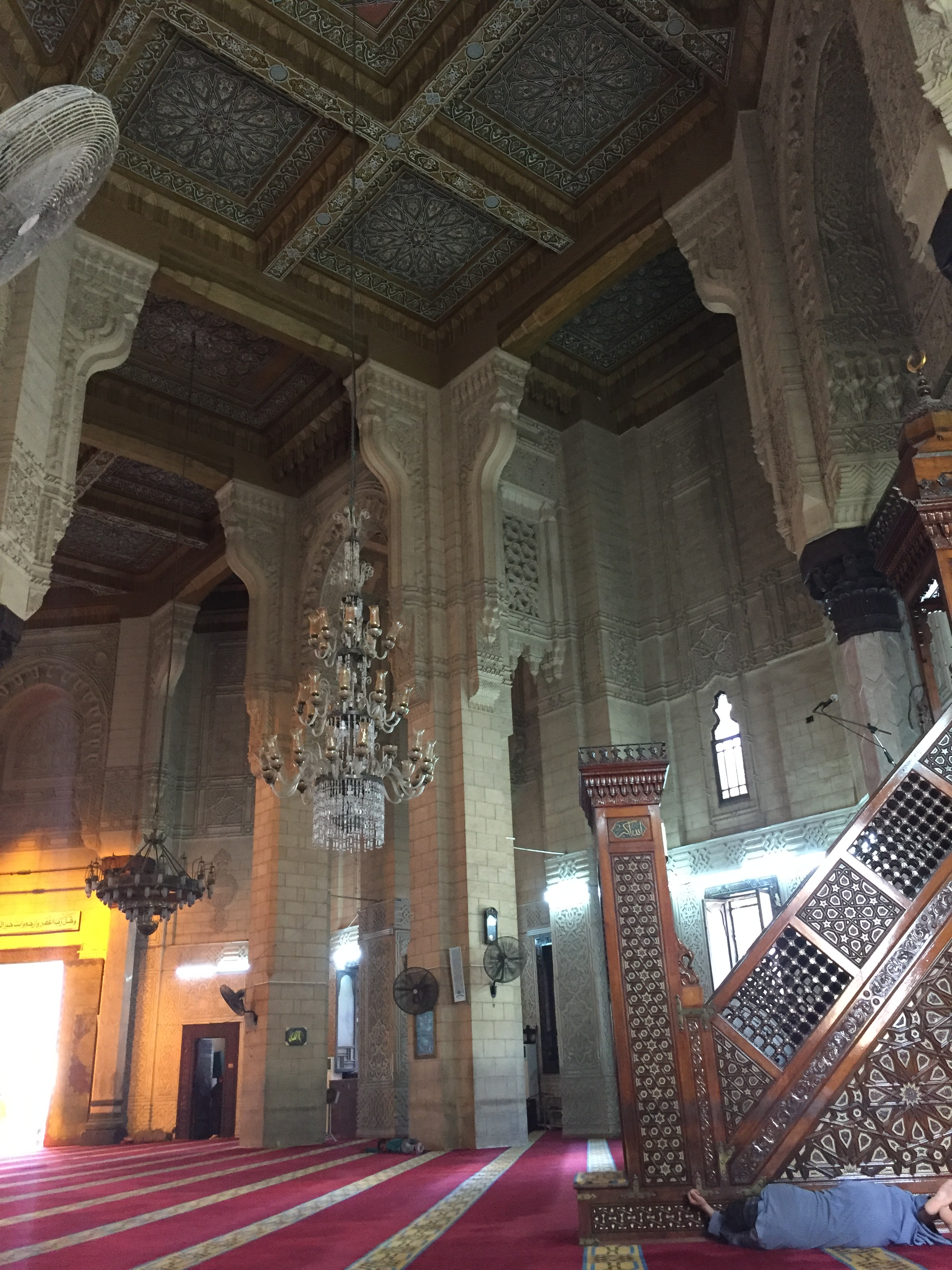
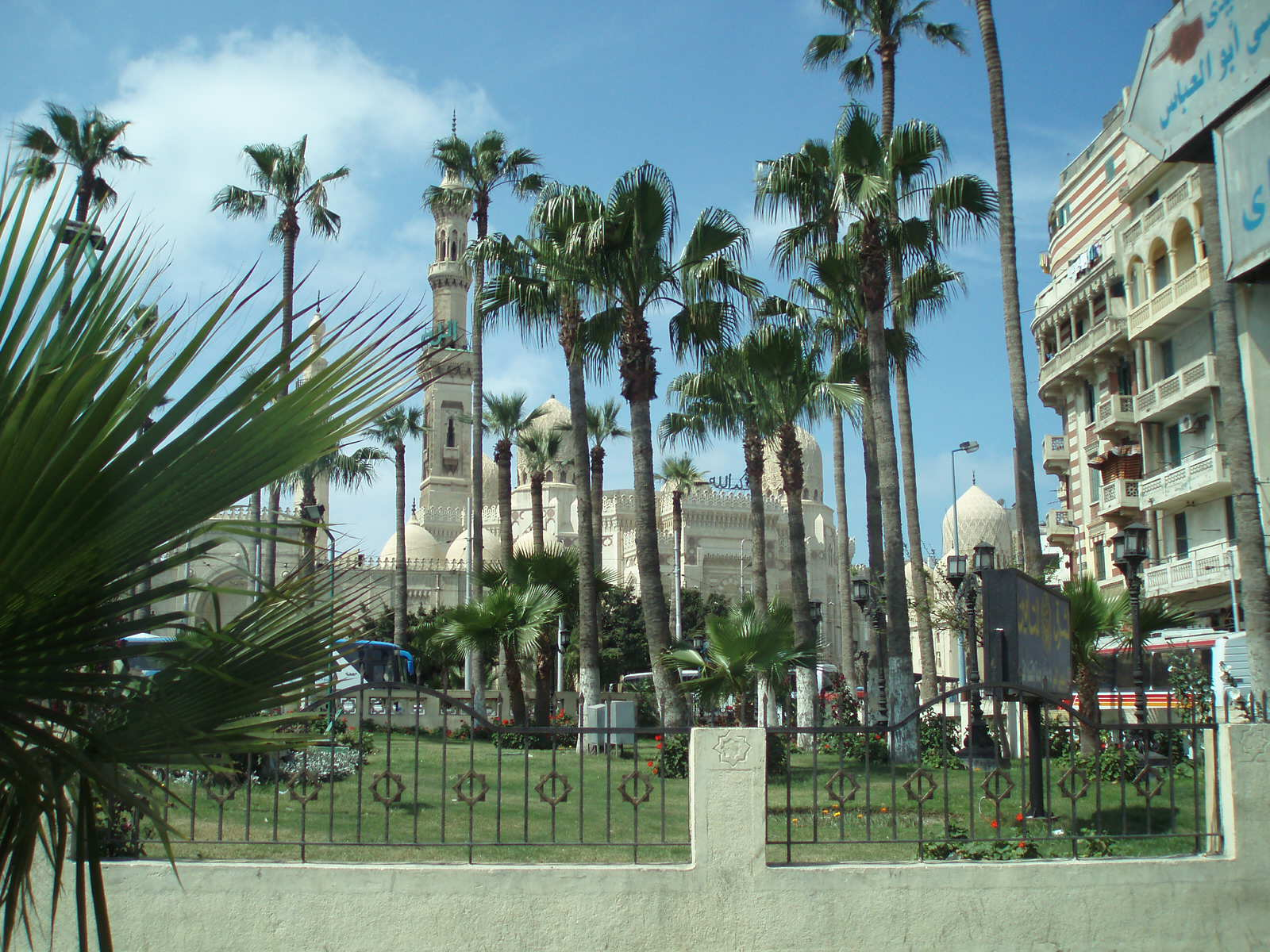
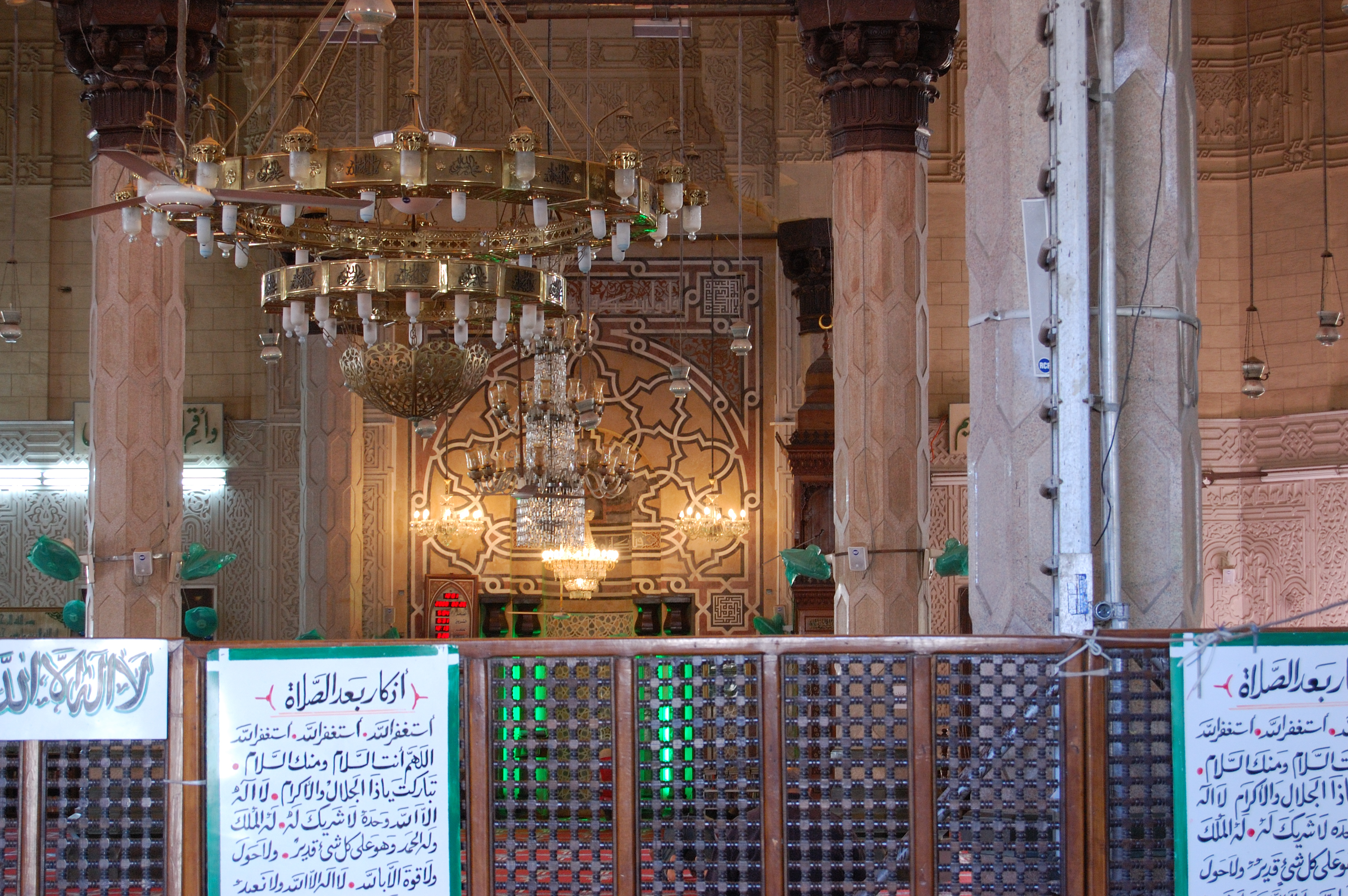
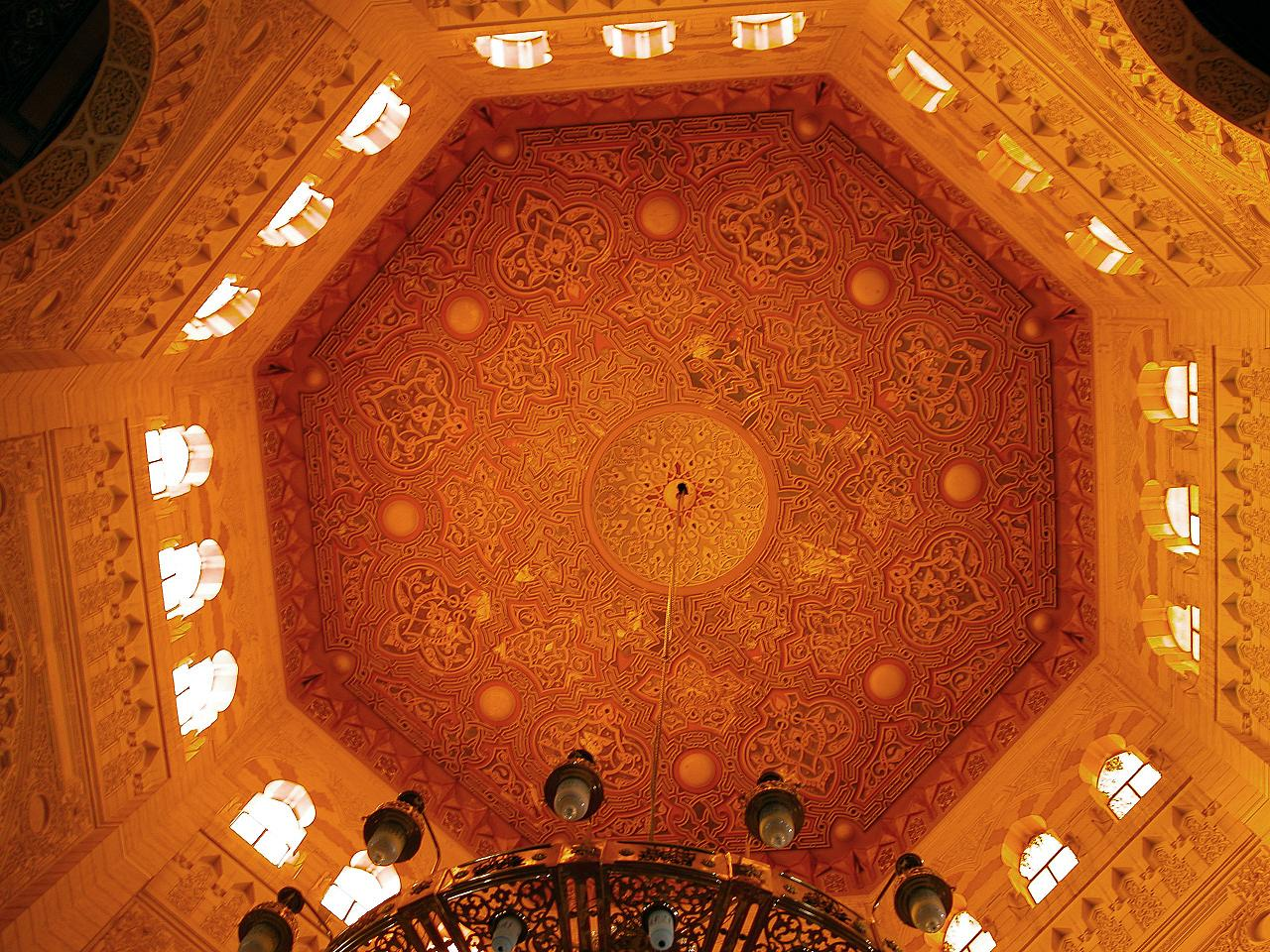
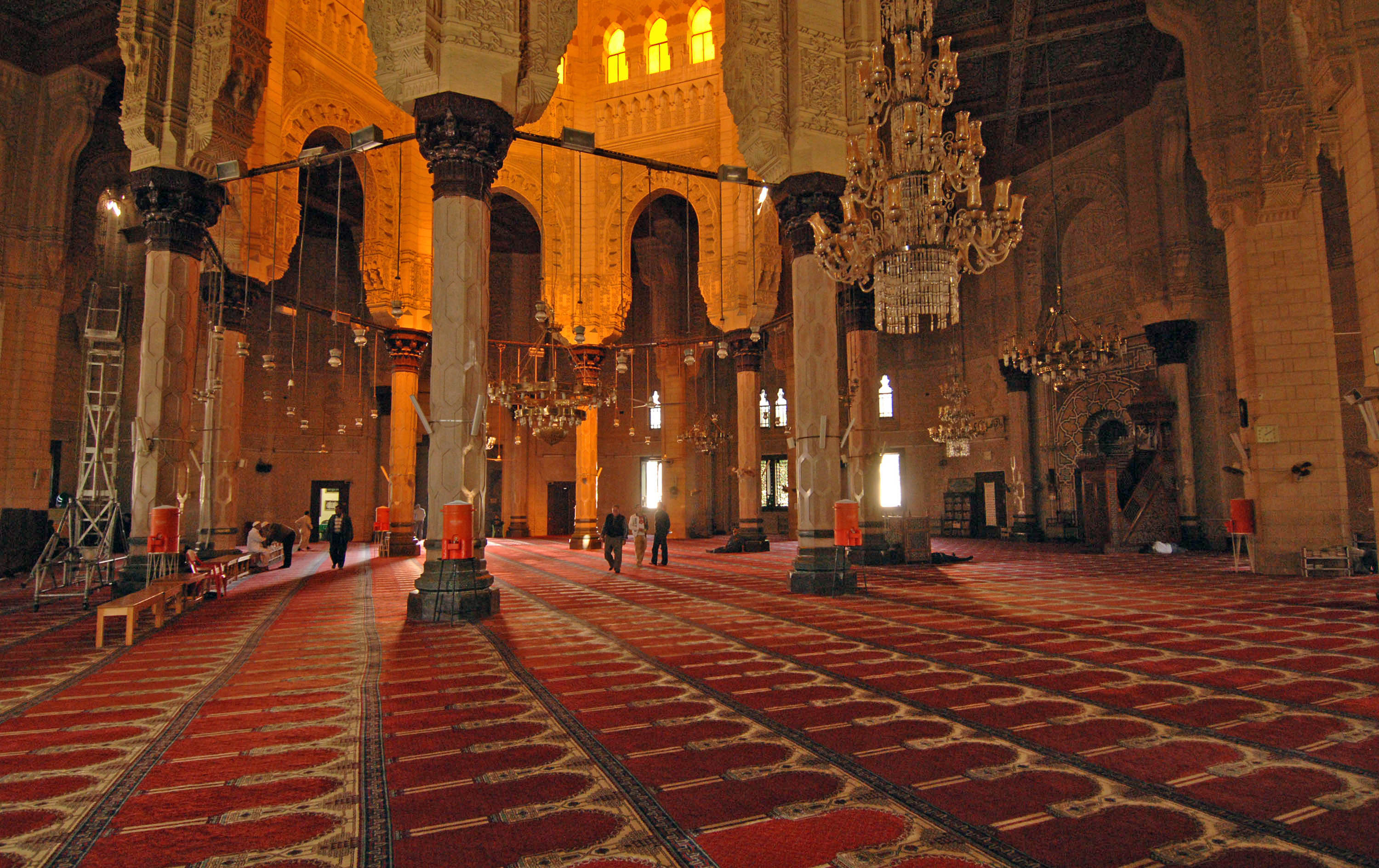
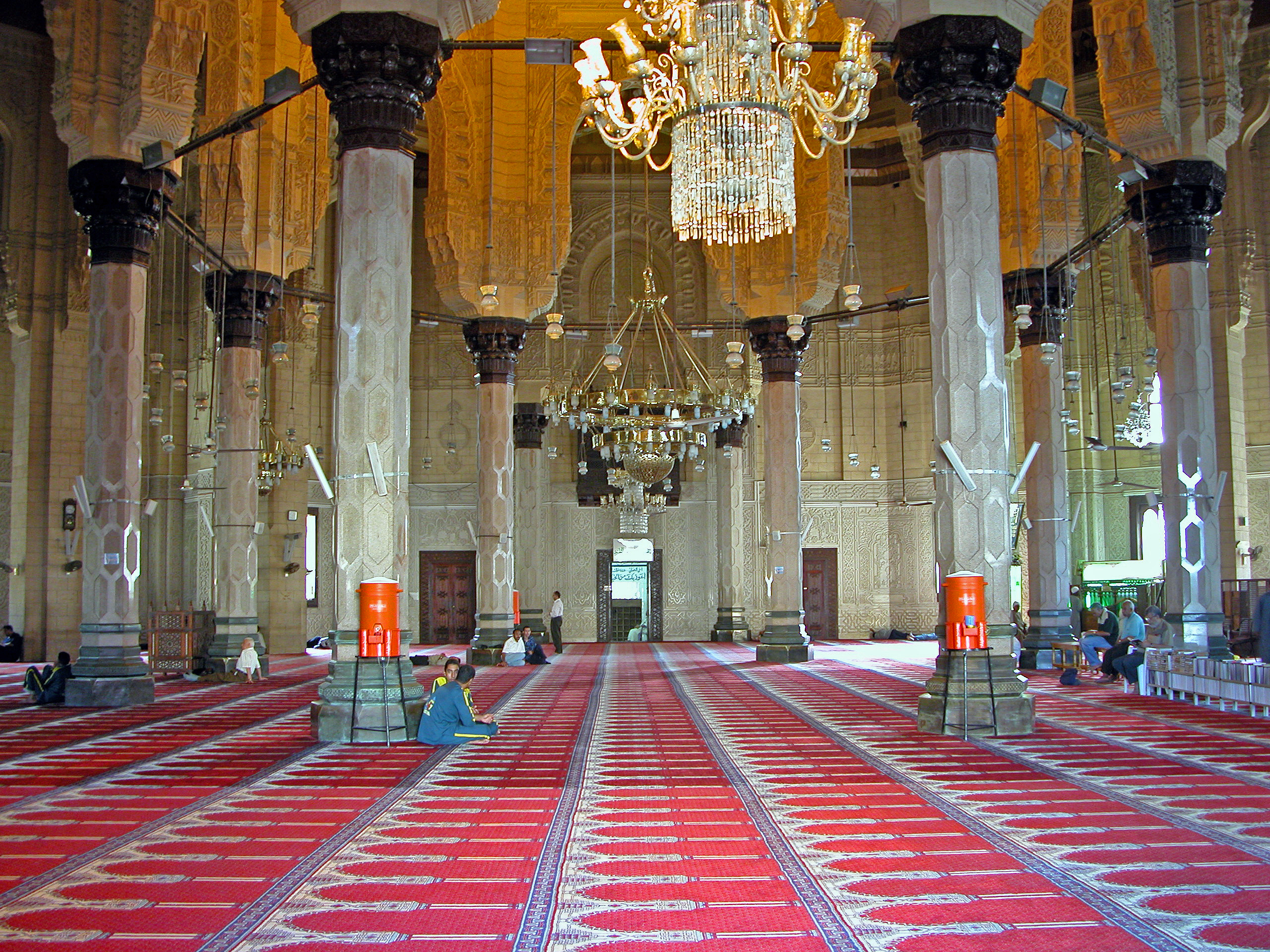
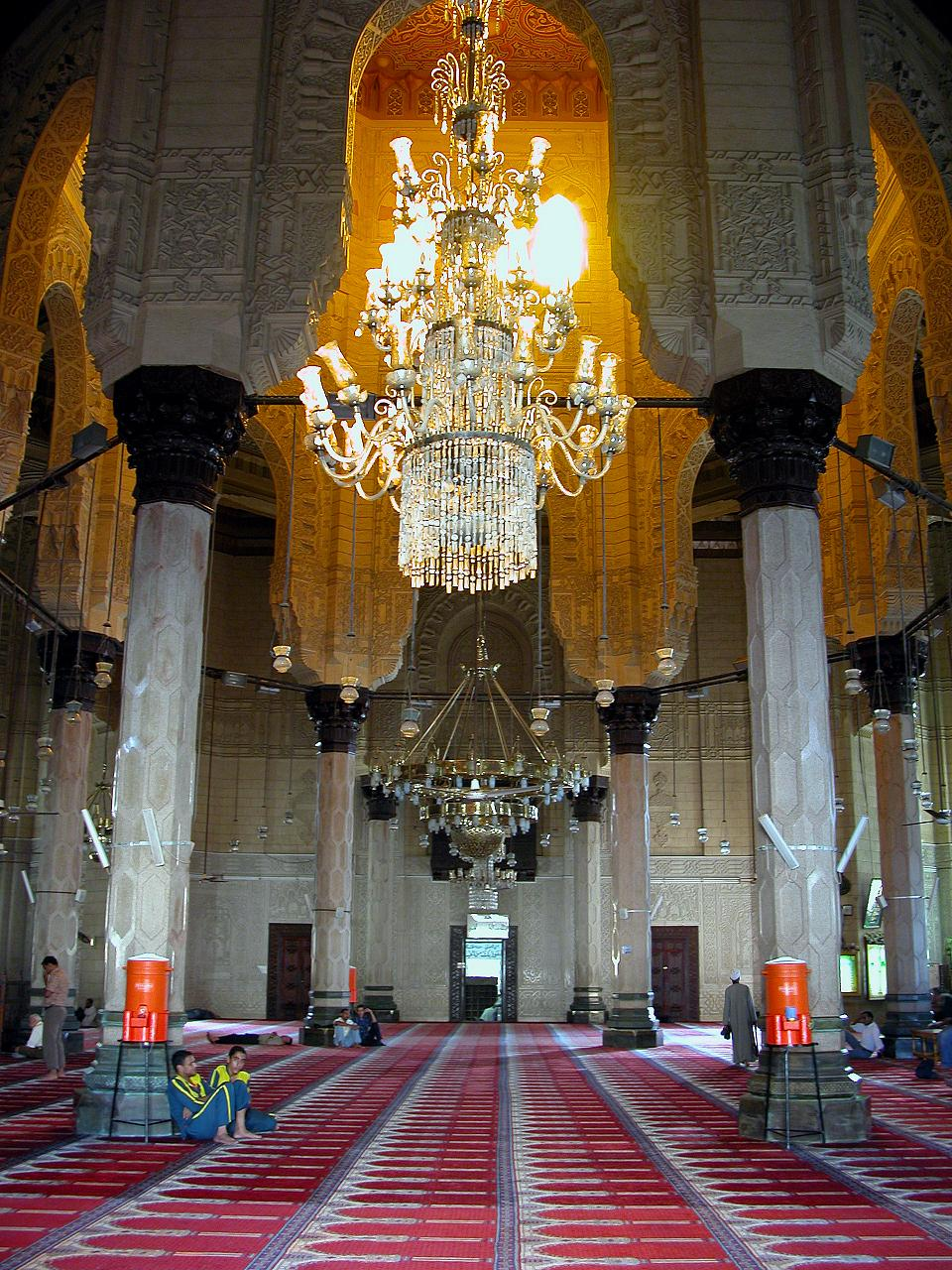
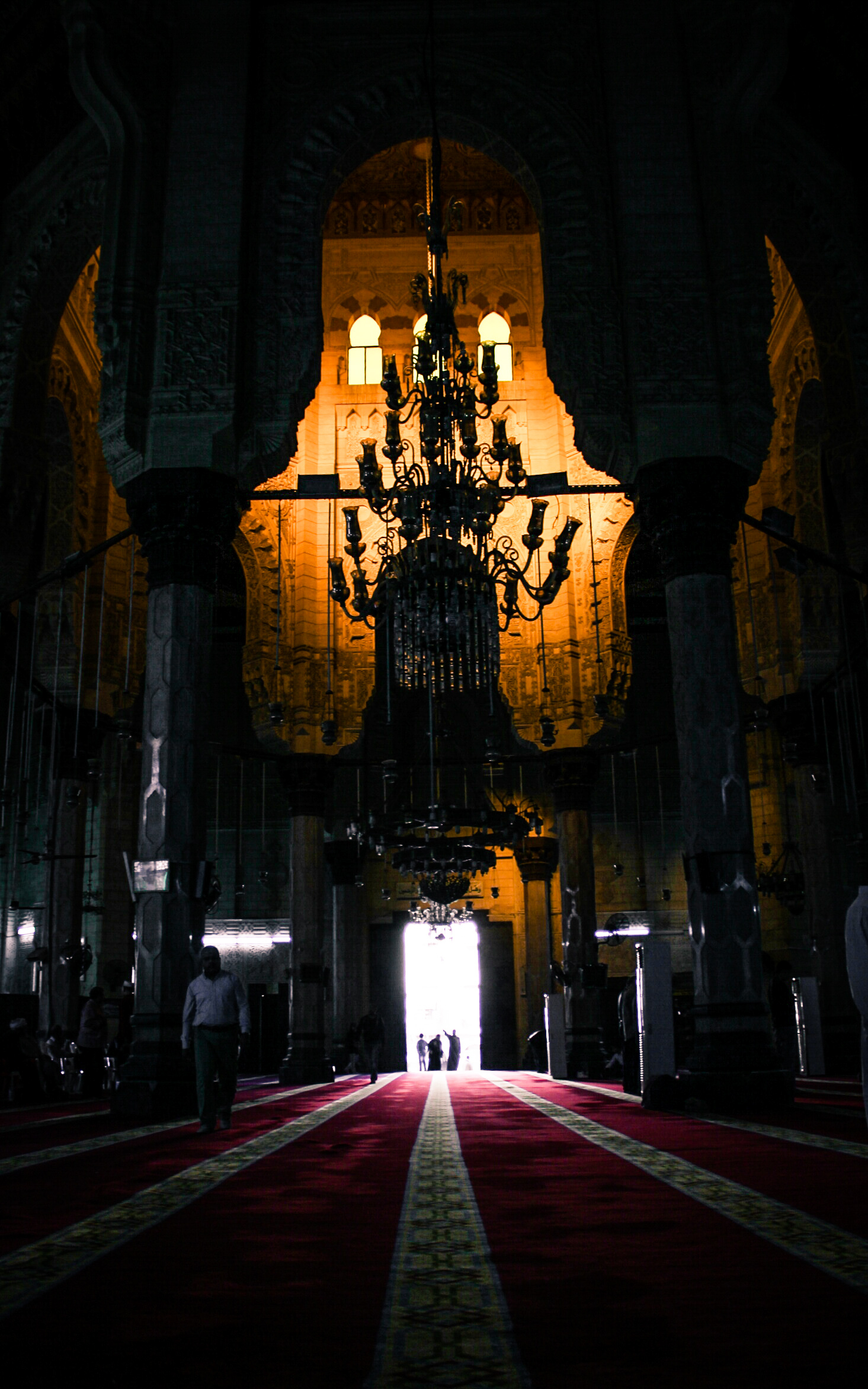
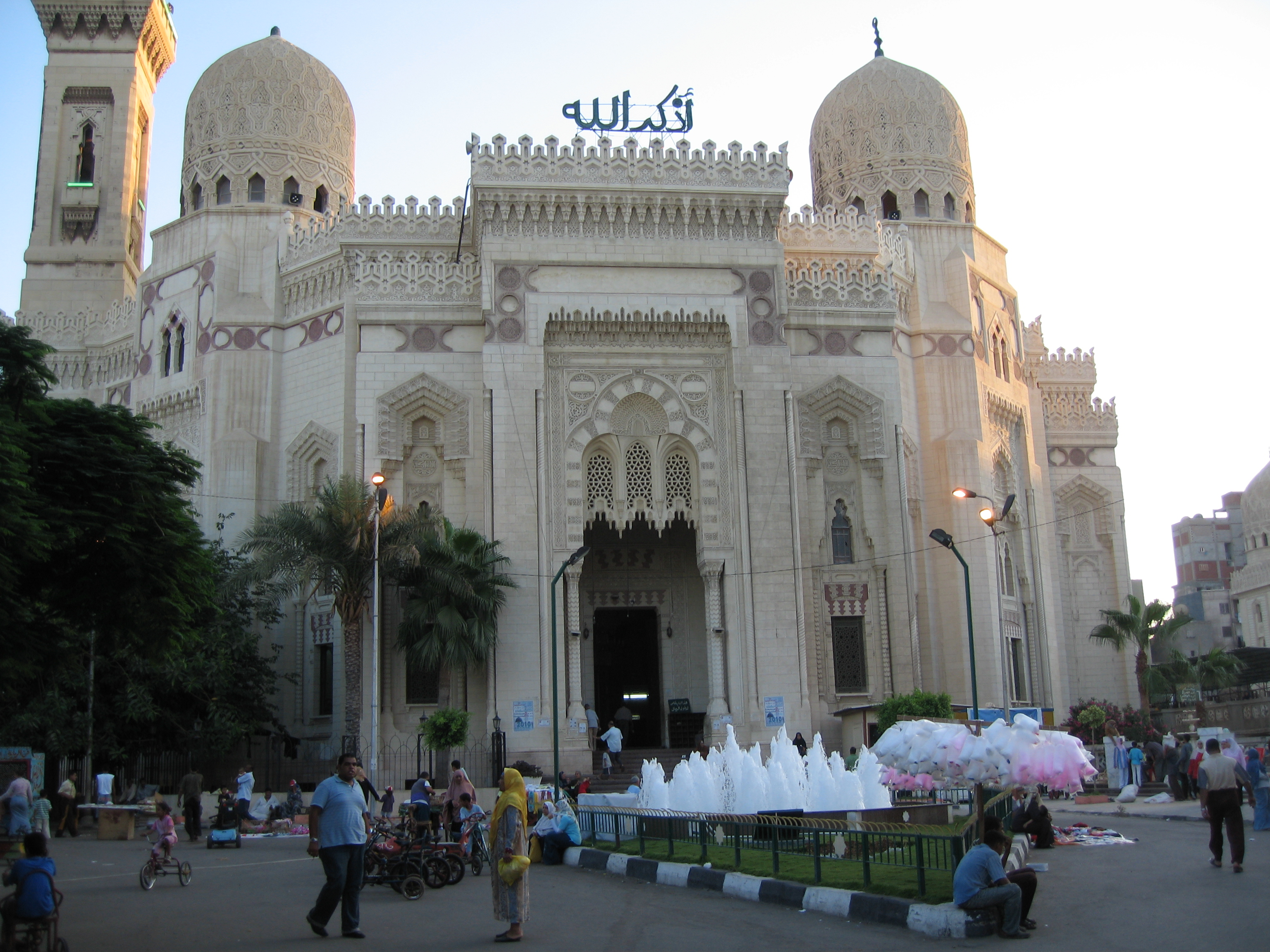
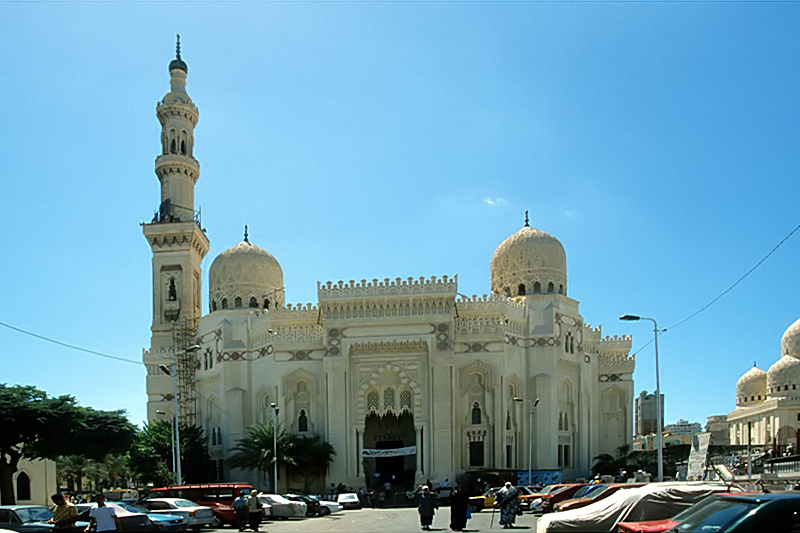
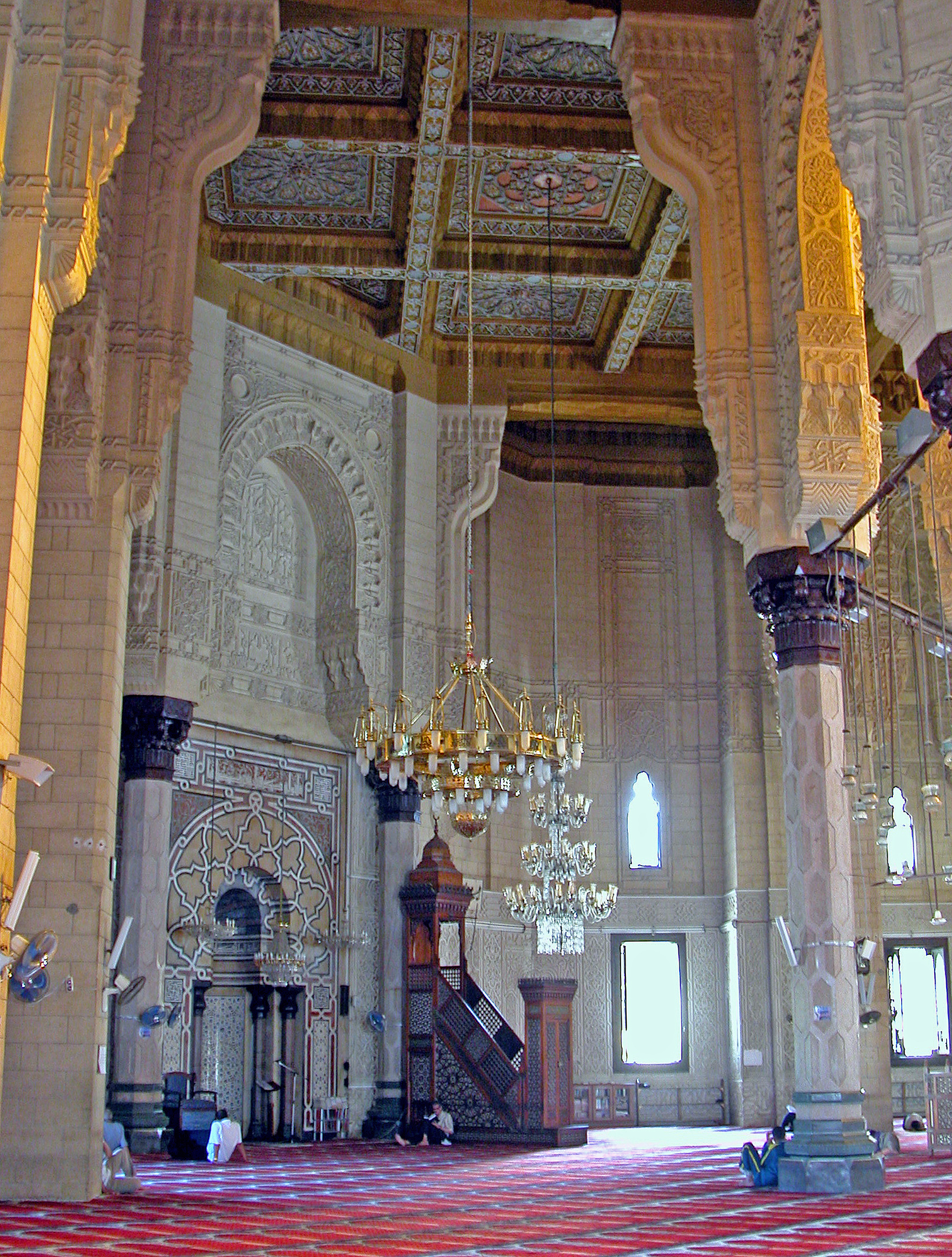
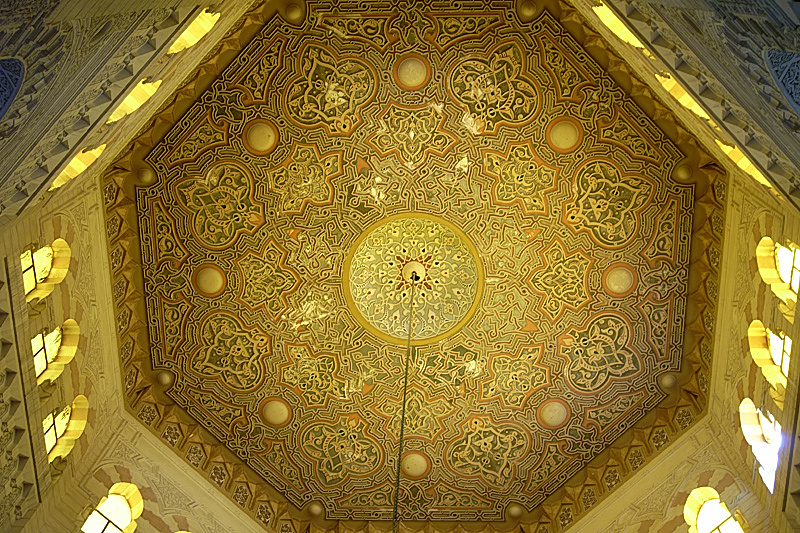
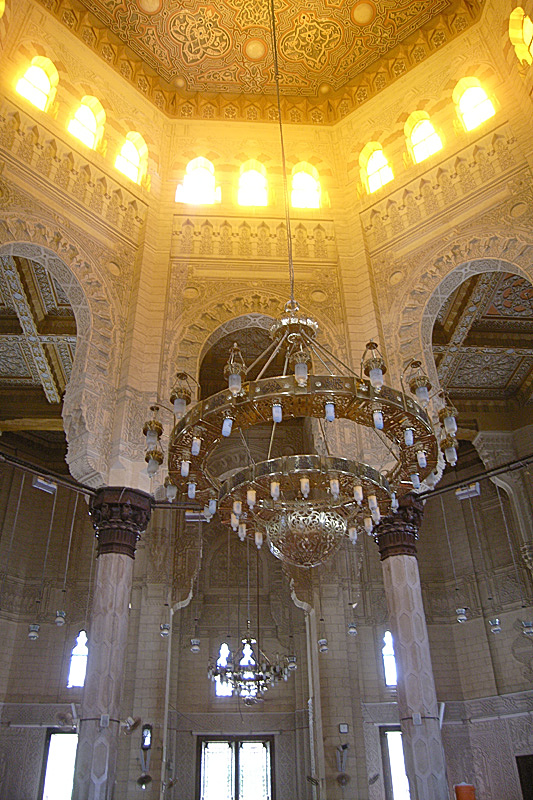
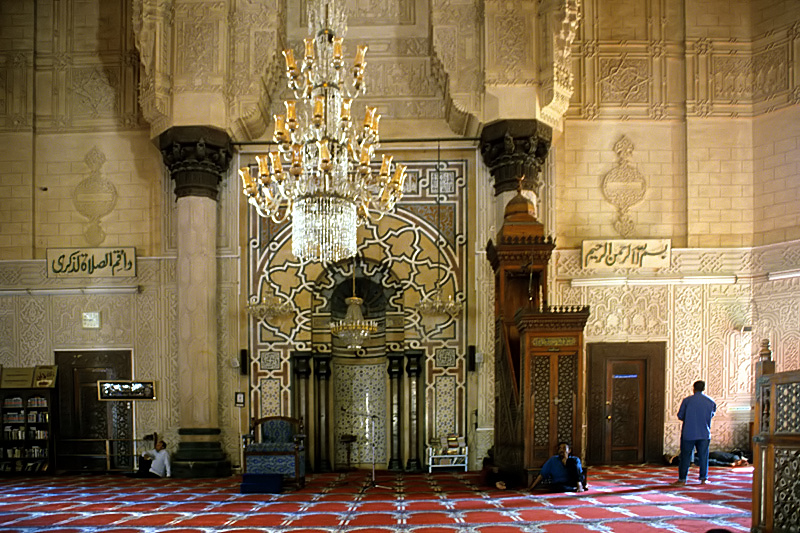
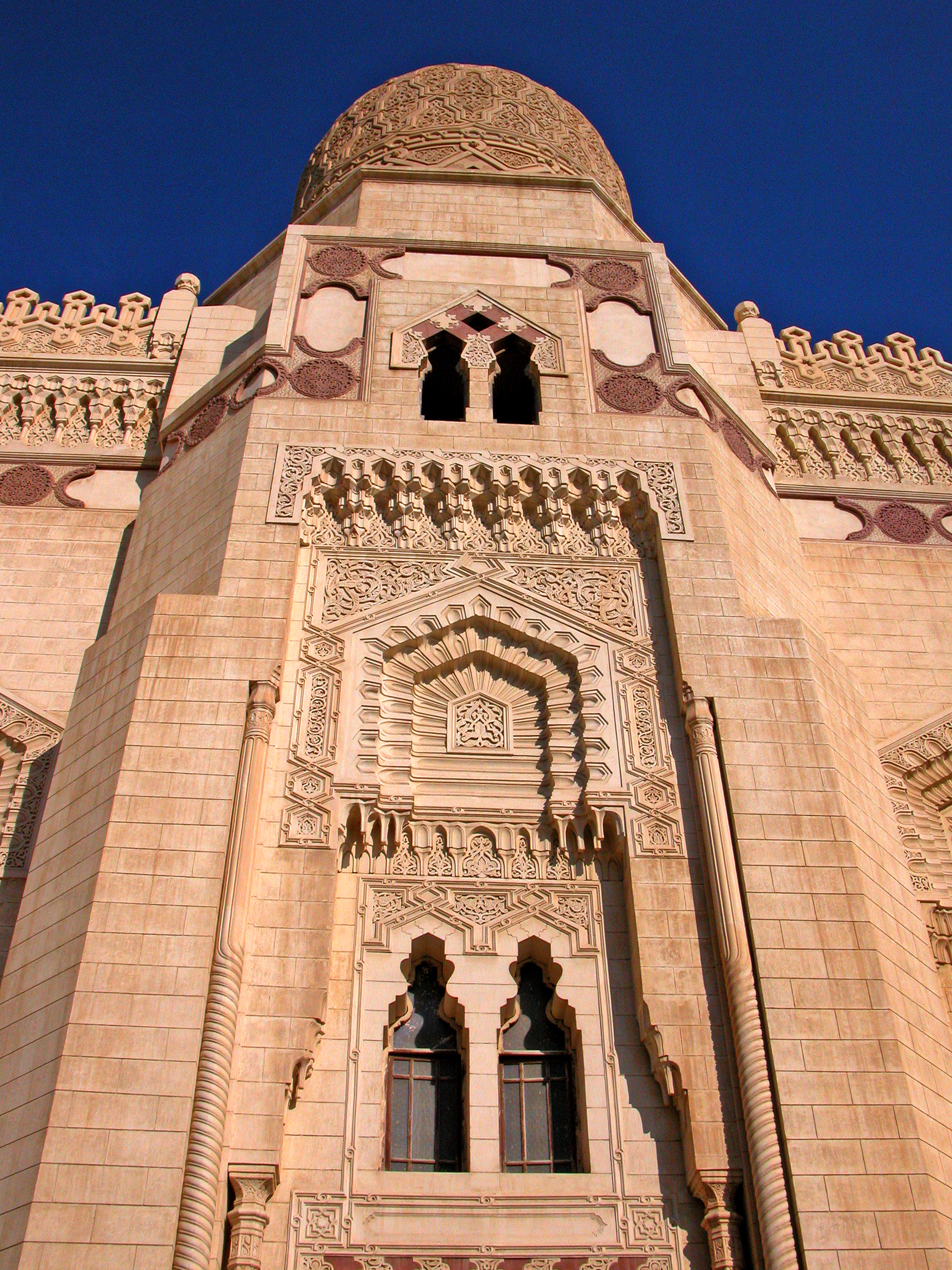
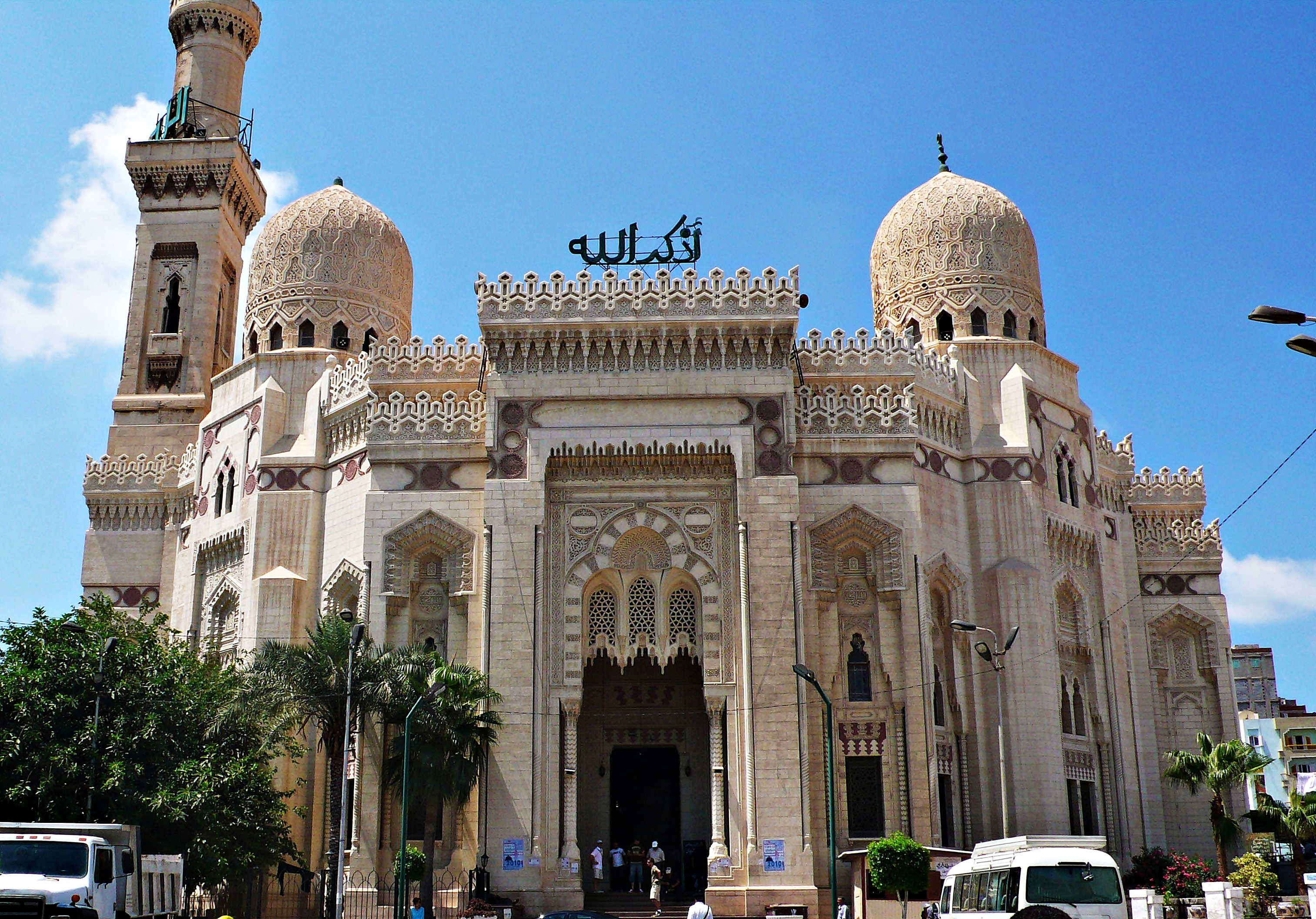
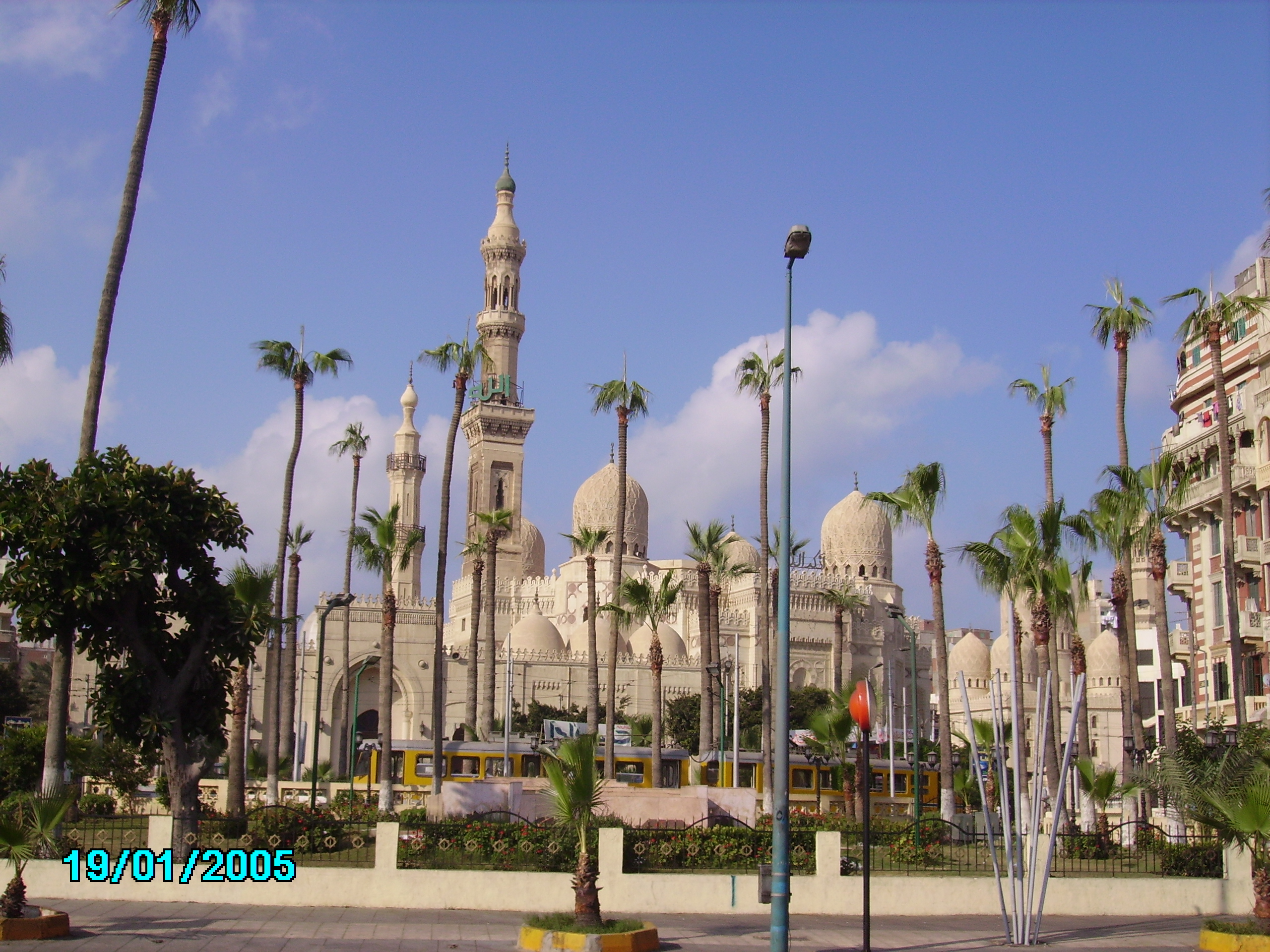
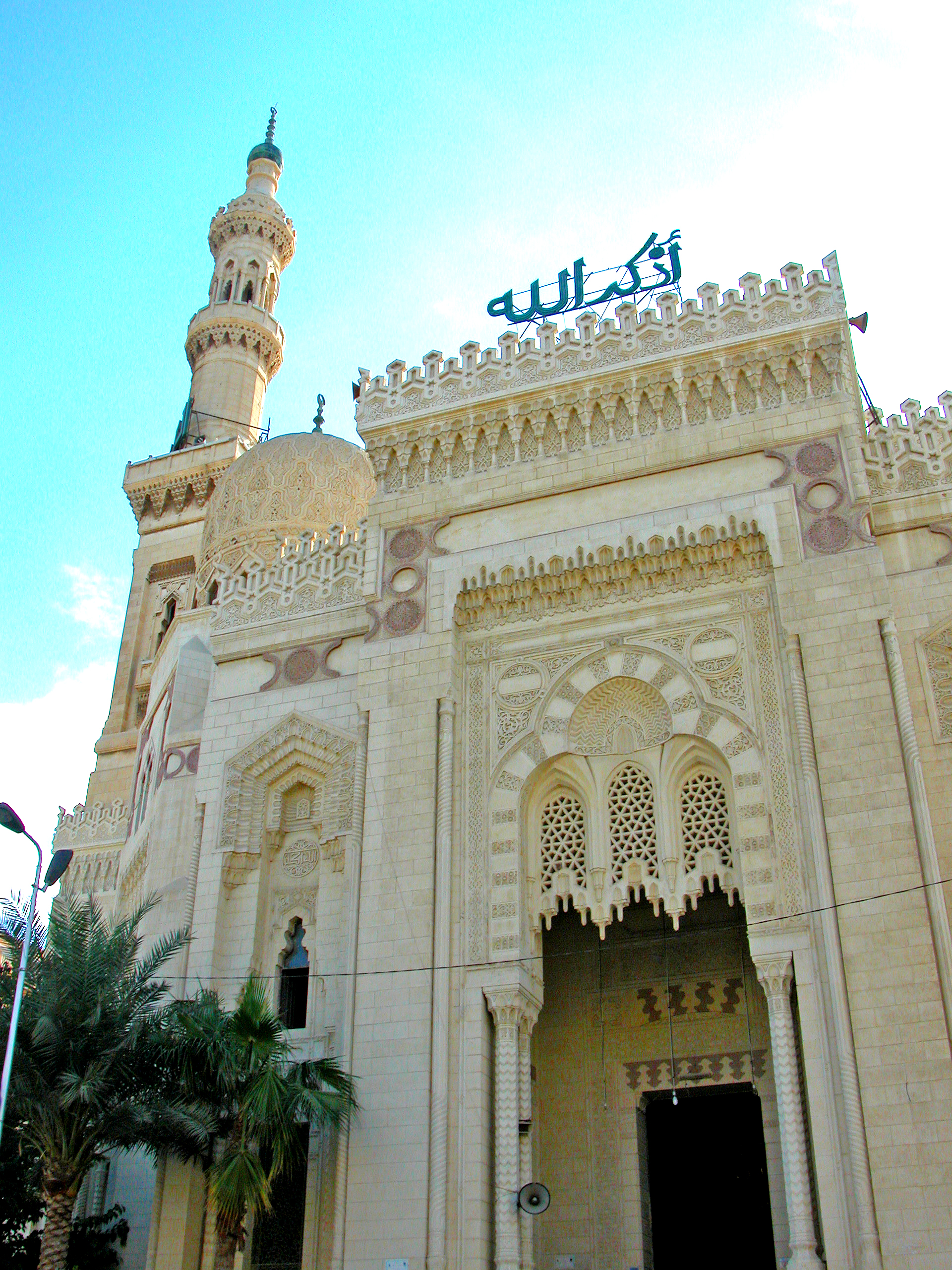